# 쇠지렛대

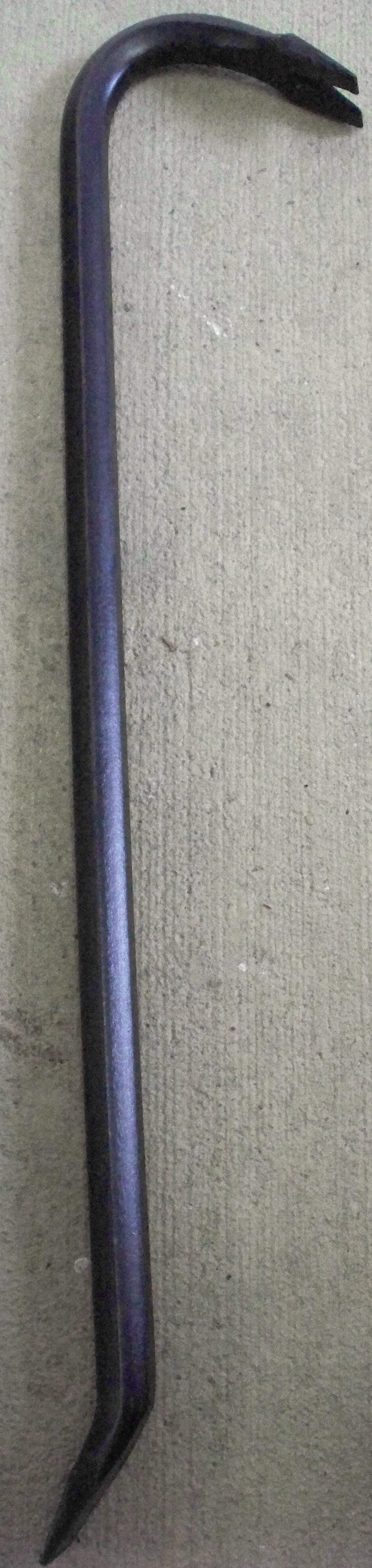
쇠지렛대

쇠지렛대 또는 배척은 금속으로 된 공구의 하나로, 못을 뽑을 수 있도록 노루의 발처럼 생겼다. 빠루(←일본어: バール←영어: bar), 크로우바(crowbar) 등으로도 부른다. 이 도구와 같이 못을 뽑을 수 있는 공구로는 장도리가 있다.

## 같이 보기
- 운동 에너지탄